# Teluk Tering
Teluk Tering is een bestuurslaag in het regentschap Batam van de provincie Riau-archipel, Indonesië. Teluk Tering telt 16.322 inwoners (volkstelling 2010).